# Сьюзан Ховард
Сьюзан Ховард (англ. Susan Howard, наст. имя Джери Линн Муни; род. 28 января 1944, Маршалл, Техас) — американская актриса, писатель, член Гильдии сценаристов Америки и политический деятель. Она наиболее известна благодаря своей роли Донны Калвер Креббс в длительном телесериале «Даллас».

## Карьера
Сьюзан Ховард провела большую часть шестидесятых и начала семидесятых исполняя эпизодические роли в телесериалах, таких как «Звёздный путь» и «Коломбо». В 1974 году Говард получила одну из главных ролей в телесериале «Петрочелли», которая принесла ей номинации на Премию «Эмми» за лучшую женскую роль второго плана в драматическом телесериале и «Золотой глобус» за лучшую женскую роль второго плана на телевидении. После его завершения Ховард снялась в нескольких кино и телефильмах, однако без особого успеха.
В 1979 году Сьюзан Ховард присоединилась к актёрскому ансамблю телесериала «Даллас», где и снималась до 1987 года в роли Донны Калвер Креббс. Роль принесла ей наибольшую известность, а в 1986 году Ховард выиграла премию «Дайджеста мыльных опер» за лучшую женскую роль в прайм-тайм. В 1987 году продюсеры сериала решили не продлевать с ней контракт и она обвинила их в том, что её уволили из-за консервативных взглядов в развитии истории её персонажа.

## Личная жизнь
Ховард дважды была замужем, у неё есть ребёнок от второго брака. После ухода с экрана, член республиканской партии, Ховард стала активна в политике, в особенности рьяно поддерживала принятие Второй поправки к Конституции США. Кроме того она является комиссаром по делам искусств в Техасе

## Награды и номинации
- 1976: Премия «Эмми» за лучшую женскую роль второго плана в драматическом телесериале — «Петрочелли» (номинация)
- 1976: Премия «Золотой глобус» за лучшую женскую роль второго плана — мини-сериал, телесериал или телефильм — «Петрочелли» (номинация)
- 1986: Премия «Дайджест мыльных опер» за лучшую женскую роль второго плана в прайм-тайм сериале — «Даллас»
- 1988: Премия «Дайджест мыльных опер» за лучшую женскую роль второго плана в прайм-тайм сериале — «Даллас» (номинация)
- 2006: Специальная премия TV Land за вклад в популярную культуру — «Даллас»